# リプレイスメンツ
ザ・リプレイスメンツ（The Replacements）は、ミネソタ州ミネアポリスのロックバンドである。

## メンバー
- ポール・ウェスターバーグ (Paul Westerberg)
- トミー・スティンソン (Tommy Stinson)
- クリス・マーズ (Chris Mars)
- スリム・ダンロップ (Slim Dunlap)
- ボブ・スティンソン (Bob Stinson)
- スティーヴ・フォーリー (Steve Foley)

## ディスコグラフィ
- ソーリー・マー、フォーガット・トゥ・テイク・アウト・ザ・トラッシュ（英語版） Sorry Ma, Forgot to Take Out the Trash（1981年）
- フーテナニー（英語版） Hootenanny（1983年）
- レット・イット・ビー（英語版） Let It Be（1984年）
- ティム（英語版） Tim（1985年）
- プリーズド・トゥ・ミート・ミー（英語版） Pleased to Meet Me（1987年）
- ドント・テル・ア・ソウル（英語版） Don't Tell a Soul（1989年）
- オール・シュック・ダウン（英語版） All Shook Down（1990年）